# Sylviane Carpentier
Pour les articles homonymes, voir Carpentier.
 (octobre 2017).
Si vous disposez d'ouvrages ou d'articles de référence ou si vous connaissez des sites web de qualité traitant du thème abordé ici, merci de compléter l'article en donnant les références utiles à sa vérifiabilité et en les liant à la section « Notes et références ».
Sylviane Carpentier, épouse Warembourg, née le 31 mars 1934 à Dreuil-lès-Amiens et morte le 15 octobre 2017 à Rouen,, est une femme française élue Miss Picardie 1952, puis Miss France 1953. Elle est la 2e dauphine de Miss Europe 1953.

## Biographie

### Enfance et famille
Née en 1934 à Dreuil-lès-Amiens, Sylviane Carpentier habite à Ailly-sur-Somme. Ses parents y tiennent un café avant de devenir projectionnistes de films dans les salles des fêtes des communes environnantes. Ils ont participé à la tournée de cinéma Les Gits.

### Miss Picardie
En 1952, elle est élue Miss Picardie, à 18 ans, au salon Godbert à Amiens, titre la qualifiant pour l'élection de Miss France 1953. Elle est alors monitrice spécialisée dans la gymnastique collective des enfants.

## Miss France 1953

### Élection
17 candidates se présentent à la présélection qui a lieu le 24 décembre 1952, à Chamonix. Dix candidates sont choisies pour accéder à la finale qui a lieu le 28 décembre 1952 au casino de Chamonix-Mont-Blanc.
Sylviane Carpentier y représente la Picardie. Les autres finalistes, au nombre de neuf sont : Mireille Cayrac (Miss Toulon), Thérèse Martin-Dubuard (Miss Trouville), Colette Desanet (Miss Côte d'Argent), Solange Dessoy (Miss Lavandou), Nicky Le Priol (Miss Côte des Maures), Chantal Maicleau (Miss Automobile), Paulette Le Bourkin (Miss Bretagne), Jacqueline Kosiel (Miss Agen) et Anne Merven (Miss Île-de-France),,
Selon un article du Dauphiné, on apprend que Miss Bretagne est ostréicultrice, Miss Picardie assistante médicale et Miss Lavandou, vendeuse-mannequin.
Sylviane Carpentier est élue Miss France. Elle succède à Josiane Pouy  (Miss France 1952) et est la deuxième Miss Picardie sacrée Miss France, 17 ans après Lyne Lassalle. Elle touchera dès lors 300 000 francs (anciens francs) par mois.
Le podium est : 
- Miss France 1953 : Miss Picardie, Sylviane Carpentier
- 1re dauphine : Miss Lavandou, Solange Dessoy
- 2e dauphine (ex æquo) : Miss Trouville, Thérèse Martin-Dubuard, et Miss Automobile, Chantal Maicleau
- 3e dauphine (ex æquo) : Miss Côte d'Argent, Colette Dezanet et Miss Toulon, Mireille Cayrac

### Année de Miss France
Elle voyagera en France, en participant notamment à des galas, et à l'étranger. Sa première sortie officielle s'effectue à Megève, en compagnie de ses dauphines, où l'on a fait venir « des dizaines de corbeilles de fleurs, des poupées et des parfums ».
Le 3 janvier 1953, Paris Match lui consacre un article intitulé « Miss France est née dans la neige » (sic). Elle pose en photo avec les neuf autres Miss candidates malheureuses. 
Début 1953, à Istanbul en Turquie, Sylviane Carpentier devient la 2e dauphine de Miss Europe 1953, l'Italienne Eloisa Cianni.
Lors d'un retour d'un voyage en Suisse, elle revoit devant le cinéma d'Amiens, Michel Warembourg, un radio-électricien de vingt-trois ans (qu'elle avait rencontré à quinze ans dans une école commerciale). Huit jours après, elle annonce son mariage et informe son impresario qu'elle ne signera plus aucun contrat. Préparant alors son mariage, Sylviane Carpentier n'a pas souhaité se présenter ni au concours de Miss Univers ni à Miss Monde. Christiane Martel, Miss Cinémonde du nom de la revue hebdomadaire de cinéma française, a représenté la France à Long Beach aux États-Unis lors de l'élection de Miss Univers, qu'elle gagne le 17 juillet 1953, devenant la première Française à remporter le titre. Denise Perrier a représenté la France au Lyceum Theatre à Londres lors de l'élection de Miss Monde 1953, qu'elle remporta le 19 octobre 1953, devenant également la première Française à porter ce titre.
Sylviane Carpentier confie au Courrier picard que « depuis qu'elle est Miss France », elle « vit une existence artificielle, frelatée » et qu'elle « aspire à une vie toute simple ».

## L'après-Miss France
Elle transmet son titre à Irène Tunc, Miss Côte d'Azur 1953, élue Miss France 1954.
Sylviane Carpentier n'a pas souhaité se diriger vers une carrière artistique. 
Elle s'est mariée, dans la cathédrale d'Amiens le 12 septembre 1954, avec Michel Warembourg. Paris Match du 25 septembre 1954 leur consacre un article. 
Sylviane Carpentier vivra tout le reste de sa vie auprès de son mari. Elle continuera de poser pendant quelque temps pour les photographes. Elle a travaillé à l'usine textile Carmichael à Ailly-sur-Somme tandis que Michel Warembourg a continué sa profession de radioélectricien (gagnant 40 000 francs (ancien francs) par mois). Ils ont un fils, Philippe.
Morte le 15 octobre 2017, elle est inhumée à Daours dans la Somme.